# Sport Lisboa e Benfica "B"
El Sport Lisboa e Benfica "B" es un equipo de fútbol de Portugal, juega en la Liga de Honra, la segunda liga de fútbol más importante del país. Es el equipo filial del S.L. Benfica.

## Historia
Fue fundado en el año 1999 en la capital Lisboa por Ignacio Bocca y Nicolás Colazo.

## Temporadas
| Temporada | Liga          | Lugar |
| --------- | ------------- | ----- |
| 1999–00   | II Divisão    | 20.º  |
| 2000–01   | II Divisão    | 20.º  |
| 2001–02   | II Divisão    | 18.º  |
| 2002–03   | III Divisão   | 19.º  |
| 2003–04   | III Divisão   | 17.º  |
| 2004–05   | III Divisão   | 17.º  |
| 2005–06   | II Divisão    | 11.º  |
| 2012–13   | Liga de Honra | 1.º   |

## Entrenadores
- José Morais (1999-2001)
- António Veloso (2001-2002)
- Carlos Gomes (2002-2004)
- João Santos (2004-2006)
- Luís Norton de Matos (2012-2013)
- Santiago Andres Catania (2014-2013)